# Ernie Ball
Roland Sherwood "Ernie" Ball (San Luis Obispo, California, Estados Unidos, 30 de agosto de 1930 – 9 de septiembre de 2004) fue un empresario, músico e innovador estadounidense, pionero en la fabricación de cuerdas para guitarra, las cuales han sido utilizadas en los últimos 40 años por guitarristas y bajistas de diferentes grupos como Steve Vai, Angus Young de AC/DC, Jimmy Page de Led Zeppelin, Steve Morse, John Petrucci, Paul Gilbert, Steve Lukather, Janick Gers de Iron Maiden, Maroon 5, Green Day, Blink 182, Metallica, Eric Clapton, Pete Townshend de The Who, Slash de Velvet Revolver y anteriormente de Guns N' Roses, Synyster Gates, Zacky Vengeance, entre muchos otros.
Ernie Ball fue la primera persona que descubrió y explotó el hecho de que muchos guitarristas compraban cuerdas para banjo de menor calibre y las utilizaban en sus guitarras para reemplazar las cuerdas de grueso calibre, que eran en ese momento el "standard" y lograr así una mayor ejecutabilidad del instrumento. Esto llevó a Ball a desarrollar lo que luego llamó el set de cuerdas "slinky", que se transformó en su buque insignia. Ball también es reconocido por haber desarrollado el primer bajo acústico, presentado bajo el nombre de Earthwood en 1972.
Su nieta es la directora de cine, guionista y actriz Hannah Marks.

## Productos
La fábrica que lleva su nombre, Ernie Ball, elabora cuerdas para guitarras eléctricas y clásicas, banjos, mandolinas y bajos, entre otras cosas. Se detallan a continuación algunos de sus productos. También fabrican púas de guitarra.

### Cuerdas para guitarra eléctrica

#### Pure Nickel (Níquel puro) - Classic Slinky®
Fabricadas con una cuerda central de acero estañado entorchada con una cuerda de níquel puro. Estas cuerdas producen un tono rico y cálido, que recuerda al sonido vintage.
Disponibles en los calibres:
- Regular Slinky® 10-13-17-26-36-46
- Hybrid Slinky® 9-11-16-26-36-46
- Super Slinky® 9-11-16-24w-32-42
- Extra Slinky® 8-11-14-22w-30-38
- Power Slinky® 11-14-18p-28-38-48

#### Nickel - Slinky®
Fabricadas con una cuerda central de acero estañado entorchada con una cuerda de acero niquelado. Según Ernie Ball, éste es por lejos el encordado más popular, ya que produce un balanceado y buen sonido.

Disponibles en los calibres:
- Regular Slinky® 10-13-17-26-36-46
- Hybrid Slinky® 9-11-16-26-36-46
- Super Slinky® 9-11-16-24w-32-42
- Extra Slinky® 8-11-14-22w-30-38
- Power Slinky® 11-14-18p-28-38-48
- (Skinny Top Heavy Bottom 10-13-17-30-42-52)
- Beefy Slinky® 11-15-22p-30-42-54
- Not Even Slinky® 12-16-24p-32-44-56
- Slinky 12-Cuerdas® 8-8 10-10 14-8 24w-11 32-17 40-22w

#### Stainless Steel (Acero inoxidable)
Fabricadas con una cuerda central de acero niquelado entorchado con una cuerda de acero inoxidable. Estos encordados ofrecen un sonido más brillante y una vida útil de la cuerda más prolongada.
Disponible en los siguientes calibres:
- Regular 10-13-17-26-36-46
- Hybrid 9-11-16-26-36-46
- Super 9-11-16-24w-32-42
- Extra 8-11-14-22w-30-38
- Power 11-14-18p-28-38-4845